# Marco Marzano
Marco Marzano, född 10 juni 1980 i Cuggiono, Lombardiet, är en professionell tävlingscyklist från Italien. Han tävlar sedan 2005 för det italienska UCI ProTour-stallet Lampre, men fick under slutet av 2004 också prova på att vara professionell med stallet.

## Början
Marco Marzano började cykla seriöst när han var 10 år gammal.
Som amatör vann han Baby Giro 2004, Giro d'Italia för cyklister under 23 år, framför Alessandro Bertuola och Domenico Pozzovivo. Under tävlingen vann Marcato också etapp nio framför Pozzovivo och Philip Deignan.

## Professionell
Under säsongen 2006 slutade han tvåa på Brixia Tour efter italienaren Davide Rebellin. Marzano slutade trea på etapp 19 av Giro d'Italia 2007 efter Iban Mayo och Giovanni Visconti.
Marco Marzano slutade trea på Giro dell'Appennino 2009 bakom Giovanni Visconti och Leonardo Bertagnolli. Marzano slutade på andra plats på etapp 9 av Vuelta a España 2009 bakom spanjoren Gustavo César.

## Meriter
2003
Giro della Valle d'Aosta
Etapp 3, Giro della Valle d'Aosta
2004
Baby Giro
3:a,  Italien Nationsmästerskapen - linjelopp (U23)
2006
2:a, Brixia Tour
2007
3:a, etapp 19, Giro d'Italia 2007
2009
2:a, etapp 9, Vuelta a España 2009
3:a, Giro dell'Appennino

## Stall
- 2004 Lampre (stagiaire)
- 2005- Lampre